# تاغعت
| t&A | N28 · t | B7 |

| t&A | N28 · t | B7 |

تاغعت (به انگلیسی: Takhat) شاهدختی در مصر باستان در دوران حکمرانی دودمان نوزدهم مصر و مادر فرعون غاصب آمنمسس بود.
حقایق زیادی در مورد زندگی او وجود ندارد جز اینکه او مادر آمنمسس بود. او لقب‌های دختر پادشاه و همسر پادشاه را یدک می‌کشید. او ممکن است با تاغعت، دختر رامسس دوم که در یک استراکون در موزهٔ لوور نام برده می‌شود، یکسان باشد؛ بنابراین او خاله ستی دوم بود، اما از آنجایی که او از کوچک‌ترین فرزندان رامسس دوم بود، به احتمال بسیار زیاد هم سن یا حتی کوچکتر از ستی دوم بود که نوه رامسس بود. همچنین ممکن است که او نوه رامسس بوده باشد. نمونه‌های متعددی از نوه‌هایی وجود دارد که عنوان دختر پادشاه را یدک می‌کشند، اگرچه این عنوان چندان رایج نبود. پادشاهی که او با او ازدواج کرد یا مرنپتاح بود یا ستی دوم.
او را از چند مجسمهٔ باقی‌مانده از معبد کرنک می‌شناسیم. یکی از این مجسمه‌ها، به گفته دادسون و هیلتون، احتمالاً توسط ستی دوم سفارش داده شده است. بعداً آمنمسس آن را غصب کرد که نام ستی را با نام خود جایگزین کرد، در حالی که عناوین مادرش دست نخورده باقی ماند. مجدداً بعدها نام آمنمسس دوباره با نام ستی دوم جایگزین شد. بر اساس نظریه دیگری، ستی دوم هرگز با تاغعت ازدواج نکرده است و القاب اصلی او را تنها برای از بین بردن تمام آثاری که پسرش تا به حال بر آن حکومت کرده است، تغییر داده است.
او احتمالاً در مقبرهٔ کی‌وی۱۰ در دره پادشاهان دفن شد. مقبره بعداً توسط دو نفر از اعضای خانواده رامسس نهم غصب شد: مادرش تاغعت و همسر بزرگ سلطنتی او باکت‌ورنل. زمانی تصور می‌شد که دومی همسر بزرگ سلطنتی آمنمسس باشد، اما از آن زمان ثابت شده است که تزئینات او جایگزین تزئینات آمنمسس در مقبره شده است، بنابراین او باید بعداً زندگی می‌کرده است.